# Tuyết Đậu Trọng Hiển
Tuyết Đậu Trọng Hiển (zh:雪竇重顯, xuědòu chóngxiǎn/ hsüeh-tou ch'ung-hsien, ja. setchō jūken), 980-1052, là một vị Thiền sư Trung Quốc, thuộc Vân Môn tông, môn đệ của Trí Môn Quang Tộ. Sư là một trong những Đại Thiền sư của tông Vân Môn. Sư nổi danh một phần là nhờ việc sưu tầm biên soạn 100 Công án, sau này được Thiền sư Viên Ngộ bổ sung thêm thành bộ Bích nham lục. Dòng thiền của sư được Thiền sư Thảo Đường đem qua Việt Nam trong thế kỉ 11. Nối pháp của sư có rất nhiều vị (tương truyền 84) nhưng nổi danh nhất có lẽ là Thiên Y Nghĩa Hoài.

## Cuộc đời và hoằng hoá
Theo Ngũ đăng hội nguyên ghi lại thì sư họ Lý (zh. 李), quê ở phủ Toại Ninh (zh. 遂寧), theo sư Nhân Săn (zh. 仁銑) ở viện Phổ Am xuất gia. Sau khi thụ giới cụ túc, sư đến những nơi giảng kinh luận, nghiên cứu cặn kẽ giáo lý. Sư lúc này đã nổi danh là biện luận lanh lẹ, là pháp khí Đại thừa. Sau khi trải qua nhiều tòng lâm, sư gõ cửa nơi Thiền sư Quang Tộ (zh. 光祚) ở chùa Trí Môn (zh. 智門). Sự việc được truyền lại như sau:
Sư hỏi Trí Môn: "Chẳng khởi một niệm, tại sao có lỗi?" Trí Môn gọi sư lại gần. sư bước đến gần, Trí Môn vung cây phất tử nhằm miệng sư đánh. sư toan mở miệng, Trí Môn lại đánh. sư nhân đây đại ngộ, ở lại hầu Trí Môn thêm năm năm.
Rời Trí Môn, sư tiếp tục hành cước và nhân đây gặp lại người bạn cũ là Tu Tuyển Tằng Hội, đang giữ chức Thái thú. Một câu chuyện thú vị được lưu lại về cuộc gặp gỡ này và nó cũng cho thấy phong cách giản dị, không câu nệ của sư. Tằng Hội khuyên sư đến chùa Linh Ẩn xem việc ra sao và để giúp sư, ông viết một bức thư nhờ vị Thiền sư trụ trì chùa này tìm giúp một thiền viện nào đó để sư có thể hoằng hoá. Sư nghe lời đến, nhưng không trình thư của Tằng Hội gửi mà chỉ âm thầm sinh hoạt, chấp lao phục dịch cùng với tăng chúng. Sau hai năm, Tằng Hội đến viếng chùa và hỏi vị trụ trì về sư. Vị này ngạc nhiên vì không biết Tằng Hội muốn nói gì và kêu chúng gọi Sư. Gặp mặt, Tằng Hội hỏi có đưa thư không thì sư rút lá thư từ ngực ra và trả lời một cách đơn giản là "rất cảm ơn vì lá thư này và gìn giữ nó thận trọng" nhưng sư nói kèm rằng mình đến đây "với phong cách tu tập của một vân thủy (chỉ thiền sinh đi hành cước, làm bạn với mây nước) mà vân thủy thì không được phép làm sứ giả trình thư." Nỗi ngạc nhiên của mọi người nhân đây biến thành nụ cười vui vẻ hồn nhiên. Vị trụ trì chùa này giúp sư đến trụ trì một ngôi chùa ở Động Đình—một hòn đảo rất đẹp và sư cũng có làm một bài tụng về cảm xúc khi dời đến nơi này trong công án thứ 20 của Bích nham lục.
Sau, Tằng Hội lại mời sư đến Tứ Minh sơn, một rặng núi mà nhiều vị Cao tăng đã trụ trì hoằng hoá. Nghe theo lời khuyên của người bạn, sư đến trụ trì tại Tứ Minh sơn, trên ngọn Tuyết Đậu. Ngày khai đường tại Tuyết Đậu, sư bước đến trước pháp toà nhìn chúng rồi bảo: "Nếu luận bổn phận thấy nhau thì chẳng cần lên pháp toà." (nhược luận bản phận tương kiến, bất tất cao thăng pháp toà 若論本分相見，不必高陞法座)
Có vị tăng hỏi: "Thế nào là Duy-ma-cật một phen làm thinh?" Sư trả lời: " Hàn Sơn hỏi Thập Đắc."
Tăng lại hỏi: "Thế ấy là vào cửa bất nhị?" sư bèn "Hư!" một tiếng và nói kệ (Thích Thanh Từ dịch):
維摩大士去何從
千古令人望莫窮
不二法門休更問
夜來明月上孤峰
Duy-ma Đại sĩ khứ hà tòng
Thiên cổ linh nhân vọng mạc cùng
Bất nhị pháp môn hưu cánh vấn
Dạ lai minh nguyệt thướng cô phong.
Đại sĩ Duy-ma đi không nơi
Ngàn xưa khiến kẻ trông vời vời
Pháp môn bất nhị thôi chớ hỏi
Đêm về trăng sáng trên cảnh đồi.
Một hôm, sư dạo núi nhìn xem bốn phía rồi bảo thị giả: "Ngày nào lại đến ở đây." Thị giả biết sư sắp tịch, cầu xin kệ di chúc. Sư bảo: "Bình sinh chỉ lo nói quá nhiều." Hôm sau, sư đem giày dép, y hậu phân chia và bảo chúng: "Ngày 7 tháng 7 lại gặp nhau." Đúng ngày mồng 7 tháng 7 năm Hoàng Hựu thứ tư (1058) đời nhà Tống, sư tắm gội xong nằm xoay đầu về hướng Bắc an nhiên thị tịch. Vua sắc thuỵ là Minh Giác Đại sư.